# 西北實業
陝西西北新技術實業股份有限公司，簡稱陝西西北新技術實業股份、陝西西北新技術實業和西北實業（英語：Shaanxi Northwest New Technology Industry Co. Ltd.，港交所：8258），在1993年，由王聰（主席）於西安（總部）成立前身「西安西北新技術開發公司」。
業務在中國內地經營环保、能源及新材料、化工、生物等产品的研发、开发、生产和销售的高新技术企业。
股份在2003年7月3日於港交所創業板上市。配售價格為0.25至0.4港元之間，發售股份為2.3億H股，而集資額為9200萬港元。
2004年5月，該公司主要股東西安西北实业集团有限公司和陕西精典投资有限公司發生股權糾紛，根據法院資料，西安西北实业集团須判賠償2165.3万余元人民幣予給陕西精典投资。
2016年6月27日，該公司投資香港西北證券投資有限公司，佔30%股權，代價為13,200,000港元。